# Кулунду
Кулунду — село в Кыргызстане, на киргизско-таджикской границе. Административно относится к Лейлекскому району Баткенской области. Расположено юго-западнее таджикского села Овчикалача, на левом берегу реки Ходжабакирган. В 10 км расположено с. Кайрагач, где также имеется таможня и контрольно-пропускной пункт на границе с Таджикистаном.
По мнению академика Б. М. Юнусалиева топоним Кулунду киргизы перенесли с Алтая, где есть река Кулунда.
На северной окраине села расположен пункт пропуска через государственную границу «Кулунду-автодорожный», один из пяти пунктов пропуска на киргизско-таджикской границе. Является многосторонним и круглосуточным.
В советское время здесь был расположен колхоз. Село Кулунду расположено на безлюдной, безводной целине, но колхозники научились выращивать здесь фрукты и виноград. В Кулунду были построены дома, телеграф, клуб, медицинский пункт, родильный дом и школа.